# Doble Bragado de 2012
La 77ª edición de la Doble Bragado se disputó desde el 29 de enero hasta el 5 de febrero de 2012, constó de 8 etapas de las cuales una fue contrarreloj individual con una distancia total acumulada de 1.331,9 kilómetros, siendo en ese momento la edición más larga de la historia.
El ganador fue el ciclista oriundo de Las Flores Laureano Rosas del equipo Ciudad de Chivilcoy, quien se impuso por primera vez en la clasificación general, batiendo el récord de ganar todas las etapas en línea y fue escoltado en el podio por su compañero de equipo Guillermo Brunetta y en tercer lugar fue el olímpico Walter Pérez perteneciente al equipo profesional continental Buenos Aires La Provincia.

## Ciclistas participantes
Participaron 90 ciclistas, distribuidos en 10 equipos integrados por 9 corredores cada uno y finalizaron 56 ciclistas.

#### Equipos
| Selección Argentina | Asociación Ciclista Tucumana | Municipalidad de 3 de Febrero |
| - 1. Juan Nicolas Gaspari - 2. Maximiliano Gabriel Almada* - 3. Braian Xavier Fenocchio* - 4. Lucas Manuel Gaday Orozco* - 5. Gabriel Alfredo Gutiérrez* - 6. Agustín Sebastián Fraysse - 7. Gabriel Horacio Richard - 8. Manuel Díaz Granja* - 9.  | - 11. Lionel Biondo - 12. Alfredo Enrique Chinquini - 13. Sergio Fernández Figueroa - 14. Miguel Ángel Montes - 15. Andres Nazaret Ogas - 16. Ivan Alberto Soria - 17. Carlos Sebastián Soria - 18. Pablo Aguirre - 19. Ramiro Nicolás Gilardi | - 21. Ángel Darío Colla - 22. Gustavo Mario Toledo - 23. Mauro Andres Agostini - 24. Emilio San Martin - 25. Aníbal Andres Borrajo - 26. Matias Ismael Torres - 27. Gustavo Ignacio Pérez - 28. Diego Asis - 29. Ariel Alejandro Sivori*                 |
| Municipalidad de 25 de Mayo | Bragado Cicles Club | Ciudad de Chivilcoy |
| - 31. Lucas Lopardo - 32. Franco Lopardo - 33. Germán Aníbal Tombolato - 34. Diego Bacaluso - 35. Raúl Alejandro Turano - 36. Jorge Morales - 37. Mauricio Ernesto Rodríguez - 38. Mario José Schreiner - 39. Gastón Vázquez                        | - 41. Aldo Norberto Esposito - 42. Franco Damian Martins - 43. Franco Soldá* - 44. Federico Moreno* - 45. Facundo Lezica* - 46. Mariano Rodríguez* - 47. Hugo Angel Velázquez* - 48. Sebastián Cancio* - 49. Alisis Barbetti*                  | - 51. Adrian Silvio Gariboldi - 52. Guillermo Brunetta - 53. Laureano Rosas* - 54. Agustín Ledesma* - 55. Elías Damián Pereyra - 56. Ezequiel Salas - 57. Luis Rivero - 58. Pablo González - 59. Leonardo López                                          |
| Ciudad de Junin | Agrícola Noroeste | Italomat-Dogo |
| - 61. Juan Telmo Fernández - 62. Braian Rozada* - 63. Juan Manuel Norbis - 64. Jorge Adrián Sosa - 65. Joaquin Grassi - 66. Lucas Gabriel Tarquini* - 67. Walter Andres Gavazza - 68. Emilio Rodríguez - 69. Carlos Di Nardo                        | - 71. Pablo Matias Lara - 72. Leandro Ezequiel Mignaco - 73. Rogelio Angel Anias - 74. Leonel Svilicich - 75. Mauricio Sebastian García - 76. Luciano Marcantonio - 77. Silvio Fernando Dinatale - 78. Guido Emanuel Palma - 79.               | - 81. Cristian Rodolfo León - 82. Walter Gaston Trillini* - 83. Diego Abel Simiane - 84. Juan Manuel Gómez* - 85. Mariano Emanuel Federico - 86. Nicolas Alejandro Benavides - 87. Dario Gustavo Oliva - 88. Jorge Andres Fidalgo - 89. Martin Hernández |
| Buenos Aires La Provincia | | |
| - 91. Walter Fernando Pérez - 92. Gerardo Luis Fernández - 93. Claudio Marcelo Arone - 94. Juan Martin Ferrari - 95. Carlos Ruben Ackermann* - 96. Denis Nahuel Alemán - 97. Federico Pagani - 98. Sebastian José Tolosa - 99. Víctor Manuel Silva* | | |

## Etapas
| Etapa | Fecha        | Recorrido               | km        | Ganador            | Líder          |
| 1ª    | 29 de enero  | Caseros - Mercedes      | 133       | Laureano Rosas     | Laureano Rosas |
| 2ª    | 30 de enero  | Mercedes - Chivilcoy    | 170       | Laureano Rosas     | Laureano Rosas |
| 3ª    | 31 de enero  | Chivilcoy - 9 de Julio  | 176       | Laureano Rosas     | Laureano Rosas |
| 4ª    | 1 de febrero | 9 de Julio - Pergamino  | 208       | Laureano Rosas     | Laureano Rosas |
| 5ª    | 2 de febrero | Circuito en Pergamino   | 125       | Laureano Rosas     | Laureano Rosas |
| 6ª    | 3 de febrero | Pergamino - Bragado     | 196       | Laureano Rosas     | Laureano Rosas |
| 7ª A  | 4 de febrero | Bragado                 | 16,9(CRI) | Guillermo Brunetta | Laureano Rosas |
| 7ª B  | 4 de febrero | Circuito en Bragado     | 106       | Laureano Rosas     | Laureano Rosas |
| 8ª    | 5 de febrero | Bragado - Pablo Podestá | 201       | Laureano Rosas     | Laureano Rosas |

## Clasificación final
| Posición | Ciclista           | Equipo                        | Tiempo      |
| -------- | ------------------ | ----------------------------- | ----------- |
|          | Laureano Rosas     | Ciudad de Chivilcoy           | 28 h 51'40" |
| 2        | Guillermo Brunetta | Ciudad de Chivilcoy           | + 40"       |
| 3        | Walter Pérez       | Buenos Aires La Provincia     | + 41"       |
| 4        | Matias Torres      | Municipalidad de 3 de Febrero | + 42"       |
| 5        | Mauro Agostini     | Municipalidad de 3 de Febrero | + 52"       |
| 6        | Gastón Trillini    | Italomat-Dogo                 | + 1'01"     |
| 7        | Sebastián Cancio   | Bragado Cicles Club           | + 1'01"     |
| 8        | Gabriel Richard    | Selección Argentina           | + 1'29"     |
| 9        | Gerardo Fernández  | Buenos Aires La Provincia     | + 1'40"     |
| 10       | Facundo Lezica     | Bragado Cicles Club           | + 1'44"     |